# Шидловський Федір Володимирович
Федір Володимирович Шидловський (Шилов) (?-1677 — 1719 рік) — російський та український козацький військовий та державний діяч. Стольник у 1692 р. Полковник Ізюмського слобідського козацького полку (1693—1711), та Харківського слобідського козацького полку (1706—1709). Був першим бригадиром Слобідських козацьких полків (1707—1711) (головним військовим керманичем Слобідських полків). З 1707 року бригадир московської армії, з 1709 генерал-майор. В 1711 році був засуджений, в нього відібрано усі чини та маєтки.

## Походження
Син Володимира Васильовича Шилова, який згадується у 1638 році як сотник московських стрільців.
Приблизно з 1705 року Федір Володимирович Шилов почав називати себе Шидловським, його прикладу наслідували численні родичі, що переходили на службу до Слобідської України по мірі укріплення службового становища Федора Володимировича. Найімовірнішою причиною такої зміни прізвища, на думку самих нащадків Шидловських, була тодішня мода на "полонізацію" прізвищ, що додавало певної "аристократизації".
Рід Шидловських (Шилових) позначені як шляхетський рід Річі Посполитої які в XVI сторіччі виїхали до Московської держави. В Польщі був відомий шляхетський рід Шидловських (Szydłowscy).

## Біографія

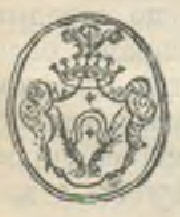
Печатка бригадира Ф. В. Шидловського

Федір Володимирович Шидловський з'являється в Слобожанщині наприкінці XVII сторіччя. Одружився з Уляною Григорівною, донькою першого харківського полковника Григорія Єрофійовича Донця-Захаржевського, та перейшов до тестя на службу наказним полковником до Харківського слобідського полку. 
Завдяки вдалому шлюбу з місцевим старшинським родом Донців-Захаржевських у 1694 році зайняв місце полковника Ізюмського козацького полку після смерті свого тестя Григорія Єрофійовича Донця-Захаржевського, в зв'язку з тим, що діти Григорія Єрофійовича були ще малі (Харківський полковником став Федір Григорович Донець-Захаржевський). За Федора Володимировича перед Московською владою, як за родича померлого полковника, просила вся харківсько-ізюмська старшина і в 1696 році отримав жалувану грамоту з підтвердженням його призначення.
Покровителем Федора Володимировича у царському уряді був граф Федір Матвійович Апраксін.
У 1695 році брав участь у осаді та захопленні Кизикермену московсько-гетьманськими військами Бориса Шереметьєва та Івана Мазепи під час успішного Азовського походу, за що отримав грамоту від Петра І.
У 1697 році брав участь у відбитті татарського нападу на містечко Тор, під час якого татари намагалися зруйнувати солеварні. Захопив у полон татарського агу та ще двох татар, за що отримав грамоту від Петра І. У тому ж році під Савинцями розбив орду султана Кишки-Шабан-Гирея.
У 1702 році отримав відзнаку за знатну перемогу над генералом Шліппенбахом, можливо, йдеться про Ерестферську битву у 1701 році або ж про битву при Гуммельсгофі на річці Ембах у 1702 році під час  Північної війни.
У 1706 році, у чині ізюмського полковника, був призначений бригадиром, і 17 листопада того ж року, на прохання харківської полкової старшини, його також призначили харківським полковником.
Приймав активну участь у придушенні Булавінського повстання в 1707—1709 роках. Після смерті Булавіна у 1708 році, за наказом князя Долгорукова, провів екзекуцію бунтівних донських станиць.
У 1709 році під час Полтавської битви командував Харківським та Ізюмським полками. Після перемоги над шведським військом, 9 червня 1709 року, на знак видатного внеску Ф. Шидловського цар Петро І іменним указом призначив його генерал-майором над усіма Слобідськими полками. Такої посади до цього не існувало. 
У квітні 1711 року командував осадою та штурмом Новосергіївської фортеці, утримуваною прихильниками Пилипа Орлика, відзначився жорстокими та ефективними діями.
Саме за часів його керування, на Слобідській Україні зникли московські воєводи.
Федір Володимирович Шидловський був один з найзаможніших магнатів Слобожанщини, котрому належали великі земельні володіння. Перлиною його володінь була слобода Старий Мерчик, їм же й осаджена.
В 1711 році, Федора Володимировича було звинувачено в розкраданні, та перевищенні службових обов'язків при Польському поході. Це зв'язують з цим що Слобідський бригадир нажив собі ворога, фаворита царя Петра Меншикова. Вироком була страта, але на прохання слобідських козаків, страту відмінили, залишивши конфіскування всього майна. Також Федір Володимирович був позбавлений усіх чинів та звань.
Маєтки Федора Володимировича Шидловського на час конфіскації його майна у 1711 році:
- У м. Харкові: двір, на якому мешкав Федір Володимирович, на ньому ведеться будівництво кам'яних палат (зроблені тільки нижні комори), усього вісім палат, та зо два десятки дерев'яних будівель у дворі, включаючи будинок, де мешкав Лаврентій Іванович Шидловський.
- Сільце Рождественське на Сіверському Донці: у ньому двір Шидловського огороджений, на огорожі чотири башти, у дворі хороми на 9 світлиць, різні господарські будівлі, у т. ч. кузня, баня, солодовня, броварня, пару винниць, млин на три амбари, сукновальня, два амбари для склодувного заводу, підданих черкасів вісімнадцять дворів та росіян одинадцять дворів.
- На річці Уди, біля шкіряних заводів, виноградники.
- Село Іванівське на річці Гнилиця: церква Іоана Предтечі дерев'яна, острог сосновий з однією баштою, двір Шидловського на 2 світлиці та вільних черкасів 144 двори, росіян - 6 дворів, на тій річці млин.
- Село Дворічний кут: у ньому церква дерев'яна Різдва Богородиці, двір Шидловського з двома світлицями, приворотною ізбою, стайнею, клітями та сараєм, у маєтності вільних черкас 64 двори.
- На В'язовому Колодязі сад яблуневий та винниця порожня.
- На річці Вільшанці: під містечком Вільшанкою два млини, млин між Вільшанкою та Дворічним, та під селом Дворічним млин, між млинами рибні ставки.
- Село Балаклійка: церква дерев'яна Архистратига Михайла, двір Шидловського з трьома хатами, стайнею, погребом та сараєм, у селі росіян чотири двори, вільних черкасів - 81 двір.
- Село Новомлинське: відновлена церква Покрови Пресвятої Богородиці, двір Шидловського з хоромами на 2 світлиці з кімнатками, дві ізби кухарних, баня, невеликий амбар та стайня. У тому ж седі росіян чотири двори, вільних черкасів 125 дворів, на р. Осколі млин на 2 амбари.
- Село Колодязне на річці Колодязній: церква після пожежі відновлена преподобних отців Сергія та Тихона Радонезьських, дворів черкаських відновлених 141, а до пожежі було 190.
- Сільце Уколово у Курському повіті на річці Тускарі, з хоромами двох поміщиків на дворі, горниці з підклітями та клітями, все ветхе. На дворі ізба для слуг, стайня з коморними амбарами, баня, сарай, лідник, житниця, кухня, сад яблуневий з пасікою, під двором кузня, на річці млин.
- На річці Тускарі під деревнею Воробйовою млин з амбаром.
- На р. Маркості, біля устя на р. Снові, також млин з амбаром.
- Сільце Миколаївка на р. Моркості двір поміщицький з господарськими будівлями.
- Сільце Даймино, поміж річок Даймина та Сучка, у ньому вільних черкасів шістдесят дворів.
- Деревня Воробйова, у ній скотний двір, з ізбою, сараєм та гумном на три житниці.
- Деревня Верентинове на річці Штевьці, під деревнею млин.
- У Курському повіті на р. Білий Колодязь селяться знов поляки, у них 35 дворів та 40 сімей.

Кінець свого життя провів мешкаючи у родичів. Жив в Москві, та в Харкові.

## Родинні зв'язки
Дружина - Уляна Григорівна, донька харківського полковника Григорія Єрофійовича Донця-Захаржевського. Дітей не мав.
На Слобожанщині укорінюються його племінники Лаврентій та Григорій Івановичі.
Шидловський Лаврентій Іванович становиться засновником слобідської козацької старшинської родини Шидловських.

## Релігія
В Покровському монастирі міста Харкова зберігався Устав з молебнем о виправленні гріхів. Московського друку 1682 року. Цей устав мав підпис "В святу Зміївську Миколаївську обитель надав стольник та полковник Харківський Федір Володимирович Шилов для пам'яті свого батька ченця-схимника Василя та матері Марії.